# Trànsit de Venus

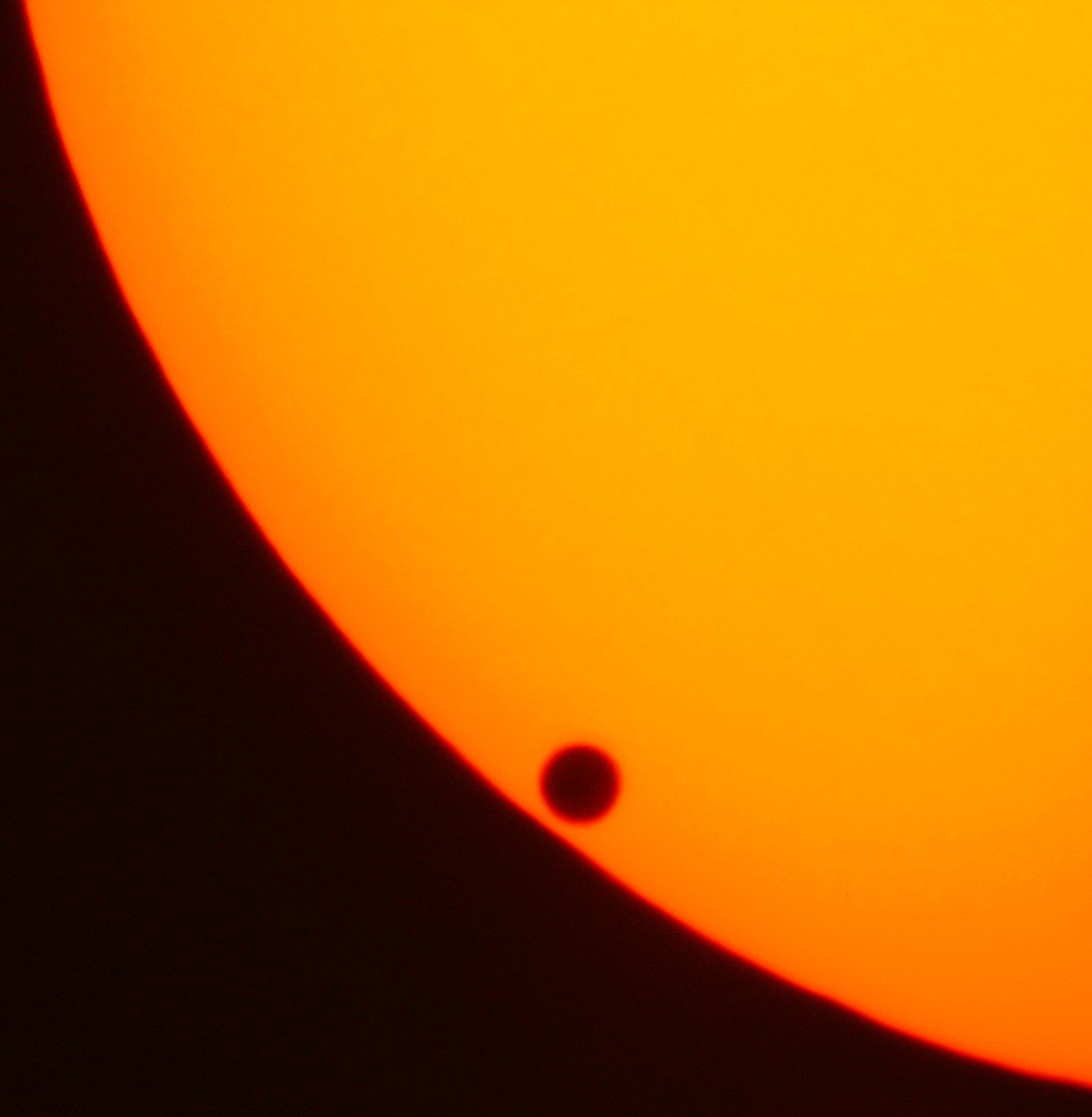
Trànsit de Venus del 2004

Un Trànsit de Venus és el pas de Venus per davant del Sol, vist des de la Terra. Es produïx quan el Sol, Venus i la Terra es troben alineats.

## Cada quant succeeix?
És un succés molt poc freqüent. Té lloc a parells amb un interval de 8 anys entre els membres del parell i un poc més de 100 anys entre parell i parell. En el tauler que segueix s'arrepleguen tots els trànsits des de 1500 fins a 2500:
| Segle XVI                             | Segle XVII                                  | Segle XVIII                         | Segle XIX                                   | Segle XXI                           | Segle XXII                                   | Segle XXIII                          | Segle XXIV                                    | Segle XXV                             |
| 26 de maig de 1518 23 de maig de 1526 | 7 de desembre de 1631 4 de desembre de 1639 | 6 de juny de 1761 3 de juny de 1769 | 9 de setembre de 1874 6 de desembre de 1882 | 8 de juny de 2004 6 de juny de 2012 | 11 de desembre de 2117 8 de desembre de 2125 | 11 de juny de 2247 9 de juny de 2255 | 13 de desembre de 2360 10 de desembre de 2368 | 12 de juny de 2490 10 de juny de 2498 |

En el segle xxi s'ha pogut veure en dues ocasions, en 2004 i en 2012.

## La distància Terra-Sol
A partir de l'observació del trànsit de Venus és possible mesurar la Paral·laxi solar: i a partir d'esta la distància terra-sol.

## Quan es va veure el primer?
Johannes Kepler (1571-1630) va calcular les distintes posicions de Venus al llarg del temps i va predir que cada 130 anys tindrien lloc trànsits de Venus, els dos primers en 1631 i 1761. El trànsit de 1631 no va ser observat, ja que, pràcticament en tot Europa, va tenir lloc després de la posta del Sol.
Jeremiah Horrocks, (1617 - 1641) un clergue anglès, que havia estudiat astronomia i matemàtiques en Cambridge, va calcular la trajectòria de Venus descobrint que hi hauria un trànsit el 4 de desembre de 1639.
El dia del trànsit va ser diumenge i a pesar d'haver de compaginar les tasques pròpies del seu treball com a rector en el poble d'Hoole, Horrocks va poder observar el trànsit i va ser capaç de deduir de les seves observacions un valor de 14 " per a la Paral·laxi solar o, cosa que és el mateix, que la distància Terra-Sol era de 95 milions de km.
(William Crabtree, estudiós així mateix dels nous mètodes introduïts per Kepler, va observar també el trànsit a instàncies del seu amic Horrocks) 
(Valors acceptats actualment : Paral·laxi solar: 8,8"; Distància terra-sol=150 milions de km)

## Els trànsits delSegle XVIII
En 1716 l'astrònom anglès Edmund Halley va enviar a la Royal Society un mètode per a mesurar la distància Tierra-Venus i a partir d'esta, la unitat astronòmica (distància terra-sol) aprofitant el trànsit de Venus que s'anava a produir en 1761. Astrònoms de tot el món, comissionats pels seus governs es van preparar per a l'observació. Els britànics van enviar una expedició a Santa Helena i una altra a Sumatra. Els francesos van organitzar quatre: Sibèria, Viena, Illa Rodríguez i Pondicherry en L'Índia. Esta última va tornar sense aconseguir el seu objectiu a causa de la guerra existent entre anglesos i francesos. En total, el trànsit va ser observat des d'uns 70 llocs distribuïts al voltant del globus terrestre, constituint la primera gran empresa científica internacional.
Els resultats obtinguts no van estar concordes amb les expectatives. El mal temps en molts dels llocs d'observació, la dificultat de determinar amb precisió la localització geogràfica del lloc en què l'observació es realitzava i l'efecte de la gota negra (poc abans i poc després del contacte visual entre Venus i el Sol apareix un punt negre d'unió entre ambdós) van dificultar l'aplicació del mètode de Halley.
En l'observació del trànsit de 1769 va haver-hi 150 observadors oficials i molts altres aficionats. Entre els observadors es trobava el cèlebre capità James Cook que realitzava el primer dels seus viatges. Una de les observació amb millors resultats va ser la realitzada en la península de Baixa Califòrnia pel francès Jean-Baptiste Chappe D'auteroche a què acompanyaven els espanyols Vicente de Doz i Salvador Medina i el mexicà Joaquín Velázquez Moradenques de León.
En 1835 el director de l'observatori de Berlín Johann Franz Encke va obtenir a partir de les dades obtingudes en els trànsits de 1761 i 1769 un valor de la paral·laxi solar de 8,57 segons que corresponia una distància terra-sol de 153.500.000 km

## ElstrànsitsdelSegle XIX

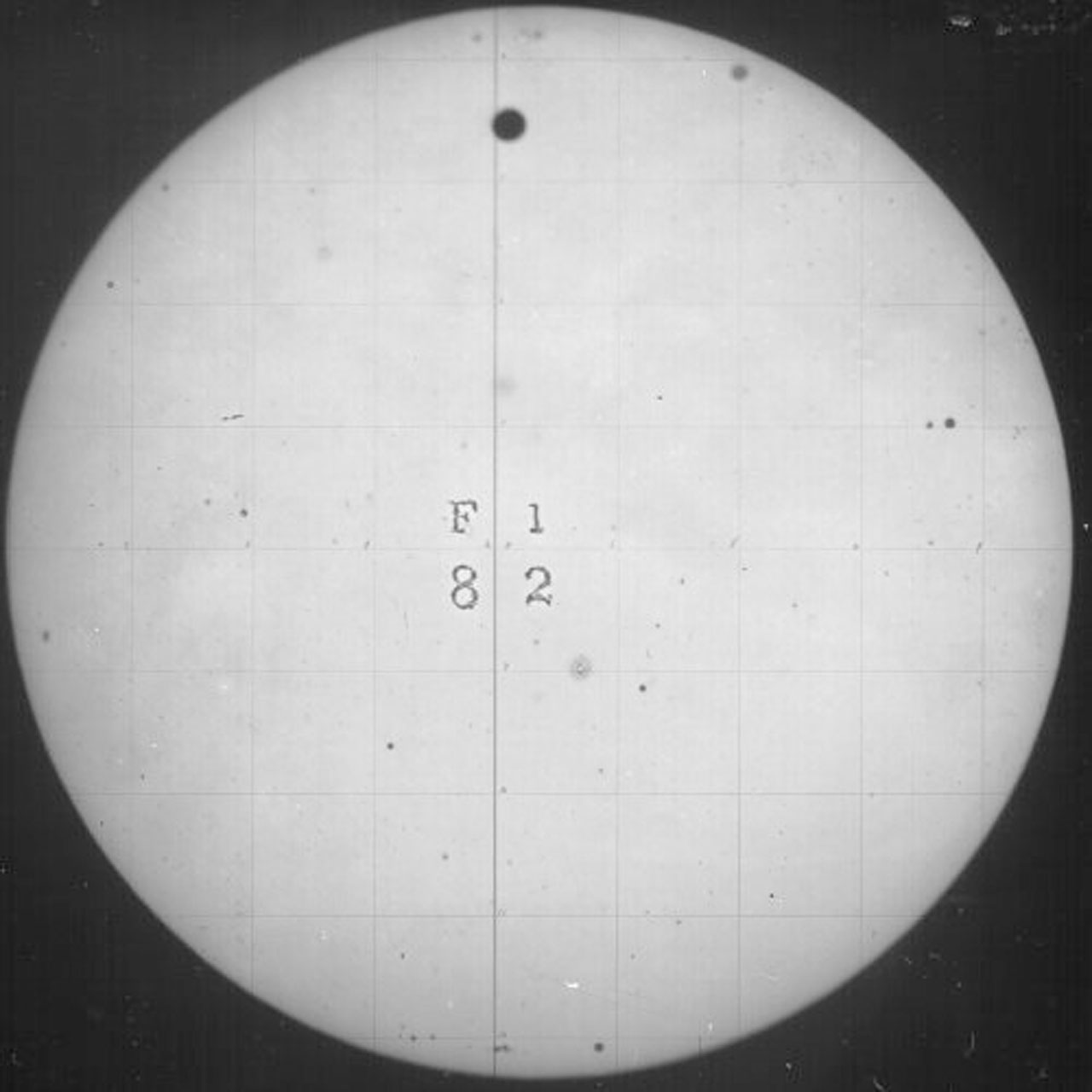
Trànsit de Venus de 1882

Els trànsits de 1874 i 1882 van ser també seguits per centenars d'observadors enviats per les acadèmies científiques de multitud de països. Així per exemple França envià, entre d'altres, observadors a Nova Caledònia, Pequín, Japó (l'espectroscopista Jansen), Indoxina i Nova Zelanda. El Butlletí de la Societat Astronòmica de Londres arreplega que es van obtindre 3440 proves fotogràfiques dels distints aspectes que va oferir el fenomen.
En el trànsit de 1882 participa Espanya per primera vegada de forma oficial, habilitant el govern un pressupost de 20.000 pesetes per a l'adquisició d'instruments, despeses d'embalatge, etc. Es van enviar dos grups d'observadors, un a Cuba i l'altre a Puerto Rico. Per a les observacions en l'estació de Puerto Rico es disposava de:
- Un telescopi equatorial amb objectiu de 6 polzades angleses d'obertura lliure, amb moviment de rellotgeria, ocular solar diagonal, micròmetre, etc. construït per Cooke.
- Un altre telescopi equatorial de 4 polzades angleses d'obertura lliure, construït per Secreten.
- Un telescopi Fronghton amb objectiu de 3½ polzades angleses, muntura equatorial, construït per Cooke, i ocular solar diagonal.
- Un instrument de passos de Repsold per a la determinació del temps i la latitud.
- Un pèndol sidèreo.
- Quatre cronòmetres.
- Un cronògraf construït per Hipp.
- Una taula telegràfica per a fixar la longitud dels punts d'estació amb refencia a un meridià determinat.
- Un sextant de Fronghton.
- Un teodolit de Brunner per a alguna xicoteta triangulació que siga necessari fer.
- Un baròmetre.
- Un psicròmetre.
- Un anemòmetre, sistema Robinson.